# Velarifictorus natus
Velarifictorus natus är en insektsart som beskrevs av Otte, D., Toms och Cade 1988. Velarifictorus natus ingår i släktet Velarifictorus och familjen syrsor. Inga underarter finns listade i Catalogue of Life.